# Jeroen Olthof
Jeroen Olthof (Zaandam, 18 juni 1968) is een Nederlandse bestuurder en politicus namens de PvdA. Sinds 9 maart 2020 is hij lid van de Gedeputeerde Staten van Noord-Holland.

## Biografie
Olthof studeerde van 1987 tot 1992 aan de Hogeschool voor Economische Studies in Amsterdam met als studierichting bank en verzekeringen. Van 1995 tot 2010 bekleedde hij diverse managementfuncties bij Meeùs. Van 2006 tot 2010 was hij lid van de gemeenteraad van Zaanstad. Van 2010 tot 2018 was hij wethouder van Zaanstad en tot 2014 had hij in zijn portefeuille Financiën, Verzekeringen, Belastingen, Sport, Recreatie, Wonen en Monumenten en vanaf 2014 Jeugd, Zorg, Minimabeleid, Wonen, Herstructurering en Sport.
Olthof stond als nummer 78 op de kandidatenlijst van de PvdA voor de Tweede Kamerverkiezingen van 15 maart 2017. Van 2018 tot 2020 was hij directeur bedrijfsvoering bij Youz, voorheen De Jutters/Lucertis, onderdeel van de Parnassia Groep. Sinds 9 maart 2020 is hij lid van de Gedeputeerde Staten van Noord-Holland met in zijn portefeuille Mobiliteit en Bereikbaarheid, Leefbaarheid, Gezondheid en Milieu, en Luchtvaart en Schiphol. Hij was bij de Provinciale Statenverkiezingen 2023 de Noord-Hollandse lijsttrekker van de PvdA. Na de verkiezingen was hij tijdelijk lid van de Provinciale Staten en was hij er PvdA-fractievoorzitter.
Olthof is getrouwd en heeft drie kinderen.